# Annette Herfkens
Annette Herfkens (Maracaibo, 29 tháng 4 năm 1961) là người duy nhất sống sót của Chuyến bay 474 của Vietnam Airlines bị đâm vào núi ở Việt Nam vào ngày 14 tháng 11 năm 1992. Bà sống sót sau 8 ngày với nhiều vết thương và chỉ duy trì bản thân bằng nước mưa. Máy bay phản lực Yakovlev Yak-40 do Liên Xô xây dựng vào năm 1976, chở 25 hành khách và sáu phi hành đoàn thì gặp nạn trên đường đến sân bay Cam Ranh. Một số hành khách sống sót sau tai nạn nhưng đã qua đời trước khi họ được giải cứu. Chồng chưa cưới của Herfkens, người đang đi cùng bà, đã qua đời ngay trong vụ tai nạn.
Năm 2014, Herfkens xuất bản hồi ký kể lại những trải nghiệm của bà, Turbulence: A True Story of Survival (dịch: 192 giờ giành giật sự sống từ chuyến bay định mệnh). Hồi ký được "nhận những tràng pháo tay lớn từ độc giả" và nhận phản hồi tích cực từ Deepak Chopra, Kirkus Reviews và nhiều tác giả khác.

## Tiểu sử
Annette Herfkens sinh ra ở Venezuela trong một gia đình người Hà Lan. Bà theo học các trường tiểu học công lập ở Maracaibo cùng với chị gái Eveline, một chính trị gia và nhà ngoại giao, từng là Bộ trưởng Hợp tác Phát triển từ năm 1998 đến năm 2002. Sau khi hoàn thành khóa thực tập ở Santiago, Chile, Annette Herfkens trở thành thực tập sinh quản lý cho ING Bank, trở thành nữ giám đốc điều hành đầu tiên được một ngân hàng Hà Lan cử ra nước ngoài. Trước tiên, bà được chỉ định đến Thành phố New York, sau đó đến Luân Đôn và vào năm 1989, bà nhận lời đề nghị từ Banco Santander để giúp thành lập Bộ phận Thị trường mới nổi ở Madrid. Bà trở lại làm việc chỉ vài tháng sau vụ tai nạn máy bay năm 1992 và được thăng chức Giám đốc điều hành một năm sau đó. Năm 1996, bà được bổ nhiệm vào văn phòng của Santander ở thành phố New York.
Herfkens cũng đã viết và nói về những trải nghiệm đi kèm với mất mát của mình. 9 năm sau khi bà mất đi vị hôn phu trong vụ tai nạn, con trai bà được chẩn đoán mắc chứng tự kỷ; bà ấy hiện cũng làm việc với các bậc cha mẹ có con mắc chứng tự kỷ.
Herfkens hiện sống ở Thành phố New York với gia đình.

## Xuất hiện
Herfkens đã xuất hiện trên nhiều chương trình radio, kênh tin tức và các chương trình trò chuyện. Ban đầu, bà muốn đòi lại cuộc sống riêng tư của mình sau khi báo chí quốc tế nhận được thông tin về vụ tai nạn, nhưng vào năm 2010, bà cảm thấy buộc phải lên tiếng trước thử thách của Ruben van Assouw, một cậu bé đồng hương và cũng là người sống sót duy nhất trên Chuyến bay 771 của Afriqiyah Airways. Do đó, ngay sau vụ tai nạn, bà đã đưa ra những tuyên bố công khai đầu tiên về trải nghiệm của mình trong chương trình "Happening Now" trên Fox News Channel.
Kể từ đó, bà đã xuất hiện trên các chương trình như CNN International, CNN Newsroom, One World with Deepak Chopra, CTV Toronto trên CTV News, Kevin Newman Live trên CTV News, và radiocable.com. Năm 2013, bà được xuất hiện cùng với những người sống sót sau vụ tai nạn hàng không khác trong một bộ phim tài liệu của Anh, I Survived A Fatal Flight.
Vào tháng 8 năm 2014, Herfkens và con gái Joosje của bà đã đến Thành phố Hồ Chí Minh, Việt Nam để phát hành bản dịch tiếng Việt của Turbility. Bà xuất hiện trên nhiều chương trình tin tức và trong nhiều bài báo. Bà cũng đã ngồi trả lời phỏng vấn của Talk Vietnam, một chương trình bằng tiếng Anh trên kênh truyền hình đối ngoại VTV4 của Đài Truyền hình Việt Nam.

## Tác phẩm
- Turbulence: A True Story of Survival, by Annette Herfkens, Matter & Mind, San Bernardino, CA, 2014 ISBN 978-0-9913179-0-5